# Seznam ocenění a nominací Lei Michele
Toto je seznam nominací a ocenění, které obdržela herečka a zpěvačka Lea Michele, která v seriálu stanice FOX Glee zobrazuje Rachel Berry. Seriál obdržel dvě nominace na Zlaté glóby a nominaci na Primetime Emmy.

## Divadelní ocenění

### Broadway.com Audience Awards
| Rok  | Ocenění                      | Kategorie                                              | Práce            | Výsledek  |
| ---- | ---------------------------- | ------------------------------------------------------ | ---------------- | --------- |
| 2007 | Broadway.com Audience Awards | Nejoblíbenější herečka hlavní role v Broadway muzikálu | Spring Awakening | nominace  |
| 2007 | Broadway.com Audience Awards | Nejoblíbenější ženské průlomové vystoupení             | Spring Awakening | vítězství |
| 2007 | Broadway.com Audience Awards | Nejoblíbenější pár na pódiu (s Jonathanem Groffem)     | Spring Awakening | vítězství |
| 2007 | Broadway.com Audience Awards | Nejoblíbenější obsazení (s obsazením Spring Awakening) | Spring Awakening | vítězství |

### Drama Desk Awards
| Rok  | Ocenění           | Kategorie                         | Práce            | Výsledek |
| ---- | ----------------- | --------------------------------- | ---------------- | -------- |
| 2007 | Drama Desk Awards | Nejoblíbenější herečka v muzikálu | Spring Awakening | nominace |

## Filmová a televizní ocenění

### Dorian Awards
| Rok  | Ocenění       | Kategorie                                     | Práce                      | Výsledek |
| ---- | ------------- | --------------------------------------------- | -------------------------- | -------- |
| 2014 | Dorian Awards | Televizní hudební vystoupení roku 2013 - Glee | "To Make You Feel My Love" | nominace |

### DoSomething Awards
| Rok  | Ocenění             | Kategorie        | Práce | Výsledek  |
| ---- | ------------------- | ---------------- | ----- | --------- |
| 2012 | Do Something Awards | Nejlepší herečka | Glee  | vítězství |

### Emmy Awards
| Rok  | Ocenění     | Kategorie                              | Práce | Výsledek |
| ---- | ----------- | -------------------------------------- | ----- | -------- |
| 2010 | Emmy Awards | Nejlepší herečka v komediálním seriálu | Glee  | nominace |

### E!Best. Ever. TV Awards
| Rok  | Ocenění                  | Kategorie                  | Práce | Výsledek  |
| ---- | ------------------------ | -------------------------- | ----- | --------- |
| 2014 | E! Best. Ever. TV Awards | Nejlepší herečka v komedii | Glee  | vítězství |

### Gay People's Choice Awards
| Rok  | Ocenění                    | Kategorie                        | Práce | Výsledek  |
| ---- | -------------------------- | -------------------------------- | ----- | --------- |
| 2010 | Gay People's Choice Awards | Nejoblíbenější průlomová herečka | Glee  | vítězství |

### G lamour Women of the Year Awards
| Rok  | Ocenění                             | Kategorie                       | Práce | Výsledek  |
| ---- | ----------------------------------- | ------------------------------- | ----- | --------- |
| 2010 | UK Glamour Women of the Year Awards | Americká televizní herečka roku | Glee  | vítězství |
| 2012 | UK Glamour Women of the Year Awards | Americká televizní herečka roku | Glee  | vítězství |

### Zlatý glóbus
| Rok  | Ocenění      | Kategorie                                                         | Práce | Výsledek |
| ---- | ------------ | ----------------------------------------------------------------- | ----- | -------- |
| 2010 | Zlatý glóbus | Zlatý glóbus za nejlepší ženský herecký výkon (komedie / muzikál) | Glee  | nominace |
| 2011 | Zlatý glóbus | Zlatý glóbus za nejlepší ženský herecký výkon (komedie / muzikál) | Glee  | nominace |

### Gold Derby TV Awards
| Rok  | Ocenění              | Kategorie                                            | Práce | Výsledek |
| ---- | -------------------- | ---------------------------------------------------- | ----- | -------- |
| 2010 | Gold Derby TV Awards | Nejlepší herečka v komediálním seriálu - hlavní role | Glee  | nominace |

### Golden Nymph Awards
| Rok  | Ocenění             | Kategorie                            | Práce | Výsledek |
| ---- | ------------------- | ------------------------------------ | ----- | -------- |
| 2011 | Golden Nymph Awards | Nejlepší herečka - komediální seriál | Glee  | nominace |

### Golden Remote Awards
| Rok  | Ocenění              | Kategorie                   | Práce | Výsledek  |
| ---- | -------------------- | --------------------------- | ----- | --------- |
| 2013 | Golden Remote Awards | Nejoblíbenější vtipná dívka | Glee  | vítězství |

### New York Television Festival Awards
| Rok  | Ocenění                             | Kategorie                                    | Práce            | Výsledek  |
| ---- | ----------------------------------- | -------------------------------------------- | ---------------- | --------- |
| 2009 | New York Television Festival Awards | Nejlepší moderátor nebo hvězda - bez scénáře | Around the Block | vítězství |

### NewNowNext Awards
| Rok  | Ocenění           | Kategorie | Práce | Výsledek  |
| ---- | ----------------- | --------- | ----- | --------- |
| 2010 | NewNowNext Awards | Herečka   | Glee  | vítězství |

### Nickelodeon Australian Kids' Choice Awards
| Rok  | Ocenění                                    | Kategorie                 | Práce | Výsledek |
| ---- | ------------------------------------------ | ------------------------- | ----- | -------- |
| 2010 | Nickelodeon Australian Kids' Choice Awards | Oblíbená televizní hvězda | Glee  | nominace |

### People's Choice Awards
| Rok  | Ocenění                | Kategorie                                            | Práce | Výsledek  |
| ---- | ---------------------- | ---------------------------------------------------- | ----- | --------- |
| 2012 | People's Choice Awards | Nejoblíbenější herečka v komediálním seriálu         | Glee  | vítězství |
| 2013 | People's Choice Awards | Nejoblíbenější herečka v komediálním seriálu         | Glee  | vítězství |
| 2014 | People's Choice Awards | Nejoblíbenější herečka v komediálním seriálu         | Glee  | nominace  |
| 2014 | People's Choice Awards | Nejoblíbenější televizní kamarádky (s Nayou Riverou) | Glee  | vítězství |

### Satellite Awards
| Rok  | Ocenění          | Kategorie                                                         | Práce | Výsledek  |
| ---- | ---------------- | ----------------------------------------------------------------- | ----- | --------- |
| 2009 | Satellite Awards | Nejlepší vystoupení herečky v muzikálním nebo komediálním seriálu | Glee  | vítězství |
| 2010 | Satellite Awards | Nejlepší vystoupení herečky v muzikálním nebo komediálním seriálu | Glee  | nominace  |

### Cena Sdružení filmových a televizních herců
| Rok  | Ocenění                                     | Kategorie                                                          | Práce | Výsledek  |
| ---- | ------------------------------------------- | ------------------------------------------------------------------ | ----- | --------- |
| 2010 | Cena Sdružení filmových a televizních herců | Nejlepší obsazení v komediálním seriálu (s obsazením seriálu Glee) | Glee  | vítězství |
| 2011 | Cena Sdružení filmových a televizních herců | Nejlepší obsazení v komediálním seriálu (s obsazením seriálu Glee) | Glee  | nominace  |
| 2012 | Cena Sdružení filmových a televizních herců | Nejlepší obsazení v komediálním seriálu (s obsazením seriálu Glee) | Glee  | nominace  |
| 2013 | Cena Sdružení filmových a televizních herců | Nejlepší obsazení v komediálním seriálu (s obsazením seriálu Glee) | Glee  | nominace  |

### Teen Choice Awards
| Rok  | Ocenění            | Kategorie                          | Práce            | Výsledek  |
| ---- | ------------------ | ---------------------------------- | ---------------- | --------- |
| 2009 | Teen Choice Awards | Televizní průlomová hvězda         | Glee             | nominace  |
| 2010 | Teen Choice Awards | Televizní herečka: komedie         | Glee             | nominace  |
| 2010 | Teen Choice Awards | Hudba-skupina (s obsazením Glee)   | Glee             | nominace  |
| 2011 | Teen Choice Awards | Hudba - skupina (s obsazením Glee) | Glee             | nominace  |
| 2012 | Teen Choice Awards | Televizní herečka: komedie         | Glee             | vítězství |
| 2012 | Teen Choice Awards | Filmová zlodějka scén              | Šťastný nový rok | nominace  |
| 2013 | Teen Choice Awards | Televizní herečka: komedie         | Glee             | vítězství |
| 2013 | Teen Choice Awards | Stylová ikona                      | Samu sebe        | nominace  |
| 2014 | Teen Choice Awards | Televizní herečka: komedie         | Glee             | vítězství |

### TV Land Awards
| Rok  | Ocenění        | Kategorie                          | Práce | Výsledek  |
| ---- | -------------- | ---------------------------------- | ----- | --------- |
| 2010 | TV Land Awards | Budoucí klasika (s obsazením Glee) | Glee  | vítězství |

## Hudební ceny

### Billboard's Women in Music Awards
| Rok  | Ocenění                    | Kategorie          | Práce     | Výsledek  |
| ---- | -------------------------- | ------------------ | --------- | --------- |
| 2010 | Billboard's Women in Music | Triple Threat cena | Samu sebe | vítězství |

### Grammy Awards
| Rok  | Ocenění       | Kategorie                                                                              | Práce                     | Výsledek  |
| ---- | ------------- | -------------------------------------------------------------------------------------- | ------------------------- | --------- |
| 2008 | Grammy Awards | Nejoblíbenější muzikálové album (originální obsazení na Broadwayi, včetně Lei Michele) | Spring Awakening          | vítězství |
| 2011 | Grammy Awards | Nejlepší popové vystoupení dua nebo skupiny s vokály (s obsazením Glee)                | "Don't Stop Believin"     | nominace  |
| 2011 | Grammy Awards | Glee: The Music, Volume 1                                                              |                           | nominace  |
| 2012 | Grammy Awards | Nejlepší soundtrackové album (visual media)                                            | Glee: The Music, Volume 4 | nominace  |

### World Music Awards
| Rok  | Ocenění            | Kategorie                   | Práce     | Výsledek |
| ---- | ------------------ | --------------------------- | --------- | -------- |
| 2014 | World Music Awards | Světové nejlepší album      | Louder    | nominace |
| 2014 | World Music Awards | Světový nejlepší akt        | Samu sebe | nominace |
| 2014 | World Music Awards | Nejlepší světová umělkyně   | Samu sebe | nominace |
| 2014 | World Music Awards | Nejlepší světový bavič roku | Samu sebe | nominace |

### Young Hollywood Awards
| Rok  | Ocenění                | Kategorie       | Práce     | Výsledek |
| ---- | ---------------------- | --------------- | --------- | -------- |
| 2014 | Young Hollywood Awards | Nejlepší umělec | Samu sebe | nominace |

## Pocty

### DoSomething.org
| Rok  | Ocenění      | Kategorie            | Práce     | Výsledek  |
| ---- | ------------ | -------------------- | --------- | --------- |
| 2011 | Do Something | Boj za zvířecí práva | Samu sebe | vítězství |

### Giffoni Film Festival
| Rok  | Ocenění               | Kategorie    | Práce     | Výsledek  |
| ---- | --------------------- | ------------ | --------- | --------- |
| 2014 | Giffoni Film Festival | Cena Giffoni | Samu sebe | vítězství |

### US Glamour Women of the Year Awards
| Rok  | Ocenění                             | Kategorie          | Práce     | Výsledek  |
| ---- | ----------------------------------- | ------------------ | --------- | --------- |
| 2011 | US Glamour Women of the Year Awards | The Diva Next Door | Samu sebe | vítězství |

### PETA Anniversary Gala
| Rok  | Ocenění                      | Kategorie                         | Práce   | Výsledek  |
| ---- | ---------------------------- | --------------------------------- | ------- | --------- |
| 2010 | PETA's 30th Anniversary Gala | Humanitarian Awards Award – Honor | Herself | vítězství |

### Time100 Most Influential People
| Rok  | Ocenění  | Kategorie         | Práce     | Výsledek  |
| ---- | -------- | ----------------- | --------- | --------- |
| 2010 | Time 100 | 100 vlivných lidí | Samu sebe | vítězství |

### Variety Power of Women Awards
| Rok  | Ocenění                       | Kategorie                            | Práce     | Výsledek  |
| ---- | ----------------------------- | ------------------------------------ | --------- | --------- |
| 2011 | Variety Power of Women Awards | 2011 Lifetime Impact Honoree – Honor | Samu sebe | vítězství |

### Victoria's Secret Sexiest
| Year | Award                          | Category          | Work      | Result    |
| ---- | ------------------------------ | ----------------- | --------- | --------- |
| 2010 | Victoria's Secret Sexiest 2010 | Nejvíc sexy usměv | Samu sebe | vítězství |